# Czech
Czech is een historisch merk van motorfietsen. Het waarschijnlijk Tsjechische merk maakte in de jaren tachtig van de twintigste eeuw 80 cc-wegracers.